# Serguei Pogodin
Serguei Pogodin (Luhansk, 29 d'abril de 1968) és un exfutbolista ucraïnès, que ocupava la posició de migcampista.

## Trajectòria
- 1985-1986 Z. Voroshilovgrad  Unió Soviètica 43/2
- 1987-1989 Dinamo Kyiv  Unió Soviètica 3/0
- 1990 Zarya Luhansk  Unió Soviètica 17/4
- 1990-1993 Xakhtar Donetsk  Unió Soviètica  Ucraïna 62/10
- 1993 Roda JC  Països Baixos 3/0
- 1993-1994 Spartak de Moscou  Rússia 3/0
- 1994-1995 Xakhtar Donetsk  Ucraïna 16/3
- 1995 CSKA de Moscou  Rússia 0/0
- 1995 CP Mérida  Espanya 3/1
- 1996-1998 Hapoel Tel Aviv FC  Israel 37/5
- 1998-2000 Torpedo Zaporizhya  Ucraïna 14/0
- 2000-2002 Zoria  Ucraïna 15/1
- 2007-2008 FC Tytan Donetsk  Ucraïna